# 단종 (조선)
단종(端宗, 1441년 8월 18일 (음력 7월 23일) ~ 1457년 11월 16일 (음력 10월 21일), 재위 1452년~1455년)은 조선의 제6대 국왕이다. 본관은 전주이고, 휘는 홍위(弘暐)이다. 1455년 숙부 세조의 정변으로 양위하였다가, 세조 측근들의 탄핵으로 강원도 영월군 청령포로 유배되었다가 사사 혹은 교살 되었다.
폐위되어 죽어서 시호를 받지 못한 채 노산군(魯山君)으로 불리다가 이후 중종 때에 복권 상소가 올려졌으나 거절당했고, 숙종 대에 가서야 성리학자들의 건의로 노산대군(魯山大君)으로 진봉되었다가, 다시 정종과 함께 복위되어, '예(禮)를 지키고 의(義)를 잡는다'라는 뜻의 단종(端宗)으로 묘호가 정해졌으며, 정식 시호는 단종공의온문순정안장경순돈효대왕(端宗恭懿溫文純定安莊景順敦孝大王)이다.
세종의 장남인 문종과 현덕왕후의 외아들이며, 조선 최초의 왕세손이기도 하다. 또한 조선왕조 27명의 임금들 중 유일하게 국장을 제때 치르지 못한 왕이기도 하다. 승하한 지 550년 만인 2007년 5월에 단종의 능이 있는 강원도 영월에서 국장이 치러졌다.

## 생애

### 생애 초반
1441년 8월 9일(음력 7월 23일) 단종은 당시 왕세자였던 문종과 왕세자빈이었던 현덕왕후의 외아들로 태어났으나 몸이 약한 현덕왕후가 단종을 낳은 지 하루 만에 산욕으로 세상을 떠났다. 모후가 죽자 어린 세손을 가련히 여긴 세종은 소헌왕후와 의논하여 자신의 후궁인 혜빈 양씨에게 어린 단종을 부탁했고, 세종의 후궁으로 조모뻘인 혜빈 양씨의 보살핌 아래에서 성장하였다.
1448년 8살이 되던 해에 왕세손으로 책봉된 단종은 할아버지 세종의 사랑을 듬뿍 받고 자랐다. 병중이었던 세종은 자신이 그리 길게 살지 못할 것을 예감하고 있었으며, 병약한 아들 문종 역시 오래 살지는 못할 것이라는 생각 때문에 늘 어린 손자 단종을 몹시 걱정했다. 문종마저 요절하고 나면 야심으로 가득찬 둘째 아들 수양대군을 비롯해 혈기왕성한 여러 대군 사이에서 어린 손자가 아무 탈 없이 잘 살아갈 수 있을지 걱정되었던 것이다. 그래서 생전에 황보인·김종서·성삼문·박팽년·신숙주 등에게 왕세손을 지켜줄 것을 부탁하였다.

### 즉위

#### 세자와 즉위
1448년 왕세손으로 책봉되었고, 1450년 조부 세종대왕이 죽고 아버지 문종이 왕으로 즉위하자 바로 왕세자로 책봉되었다. 부왕 문종이 즉위하기 전 할아버지 세종은 세자 문종의 병약함과 수양대군, 안평대군 등의 아들들의 존재를 염려하여 집현전의 학사들에게 어린 손자를 부탁하는 말을 여러번 반복하였다. 성삼문 등은 세종의 뜻을 받들었지만, 신숙주 등은 수양대군의 측근이 되었다. 1452년(문종 2년) 4월 아버지 문종은 수양대군을 관습도감 도제조(慣習都監都提調)에 임명하였다. 그러나 수양대군은 야심을 철저히 숨기고 불사 중창과 법회에 참석하는 등 자신의 뜻을 철저히 감추었다. 그가 관습도감 도제조가 되자 사간원에서 종친에게 실직을 주는 것이 옳지 않다고 탄핵했으나, 문종이 듣지 않았다. 세종이 우려했던 대로 문종은 즉위한 지 겨우 2년 3개월 만에 병으로 승하하고 말았다.
단종은 문종의 뒤를 이어 1452년 6월 1일 (음력 5월 14일) 12살의 나이로 왕위에 올랐다. 어릴 때부터 세종의 칭찬이 자자했을 만큼 영리하였으나, 어린 나이에 즉위했으므로 혼자서 나랏일을 결정할 수가 없었다. 따라서 모든 결정은 의정부의 신하들이 도맡아 했고, 단종은 형식적인 결재를 하는 데 그쳤다. 특히 인사 문제는 고명대신들에 의한‘황표정사(黃票政事)'라는 방식으로 결정되었다. 어린 단종의 즉위 이래 정국이 불안해진 가운데 위축된 왕권과 달리 수양대군 등 종친의 세력은 나날이 팽창되어 갔다.

#### 계유정난
수양대군은 종친의 대표로서 단종을 최측근에서 모실 수 있는 보호자라고 자처하였고, 비밀리에 측근 세력을 양성하여 왕위를 찬탈할 기회를 호시탐탐 엿보고 있었다. 그러던 중 안평대군 계열이 먼저 손을 쓰려는 움직임이 감지되자 1453년에 계유정난을 일으켰는데, 이때 그는 지나치게 비대해진 신권을 억압한다는 명분으로 조선의 왕족과 성리학자들의 지지를 획득했다. 이후 수양대군은 장악원 제조(掌樂院提調) 등을 역임하며 권력 기반을 다진다.
금성대군과 혜빈 양씨, 영풍군, 정종 등은 단종을 지키기 위해 노력하였다. 한편 문종의 후궁인 숙빈 홍씨 등은 정보를 훈신들에게 전달하기도 했다. 특히 수양대군과 안평대군의 세력 경쟁은 단종이 즉위한 지 1년 만인 1453년 음력 10월, 계유정난을 불러왔다.
1453년 10월 수양대군은 한명회·권람 등과 공모하여 홍윤성·홍달손 등의 병력을 동원함으로써, 문종의 고명(誥命)을 받아 단종을 보필하던 황보인·김종서·정분 등을 죽이고 10월 10일 아우 안평대군을 강화도에 유배시켰으며 스스로 영의정부사가 되어 정권을 완전히 장악하였다. 이어 1454년(단종 3년) 3월 논공행상을 정하여 정난공신을 책정하고 자신은 분충장의광국보조정책정난공신(奮忠杖義匡國輔祚定策靖難功臣) 1등관에 서훈하였다. 계유정난으로 수양대군이 실권을 완전히 장악하자 단종은 단지 이름뿐인 왕이 되고 말았다. 단종은 수양대군에 의하여 1457년 유배지인 영월에서 사사되었다.

#### 단종 복위 운동

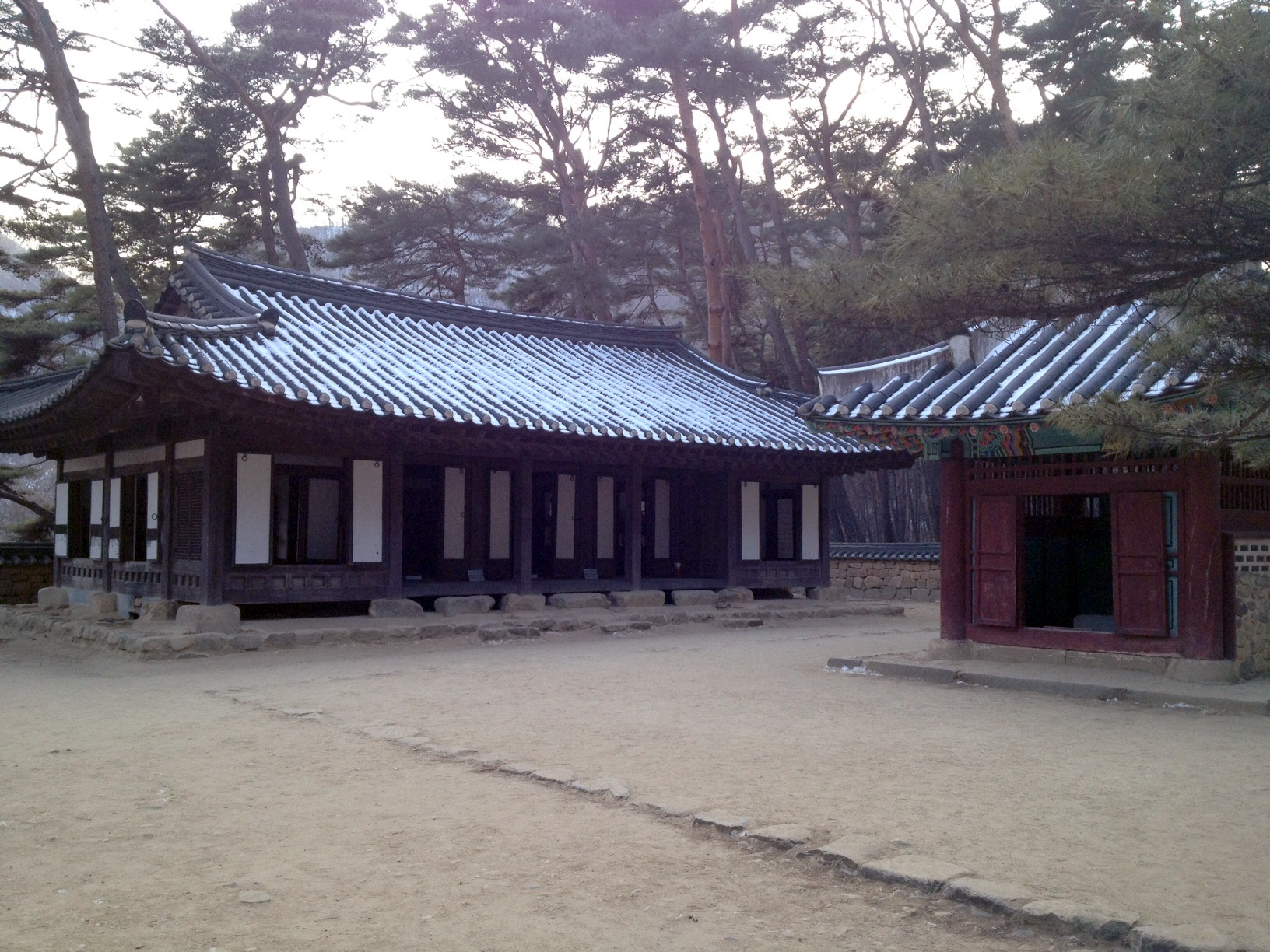
단종이 유배생활을 하던 영월 청령포의 어소

1454년에 수양대군이 금성대군을 비롯한 단종의 나머지 측근들을 모두 죄인으로 몰아 유배하는 일이 일어나자 계유정난을 계기로 일부 신료들은 단종이 양위해야 된다는 공론을 세웠고 이는 통과되었다. 1455년 7월 25일 (음력 윤 6월 11일), 단종은 수양대군의 측근 세력인 한명회·권람 등에게 선위를 강요받아 수양대군에게 왕위를 물려주고 상왕으로 물러나 수강궁 (상왕이 거처하는 곳)으로 옮겨갔다.
동시에 그의 유모이기도 했던 혜빈 양씨는 금성대군 등과 결탁하여 전횡을 휘둘렀다는 이유로 탄핵당하고 가산이 적몰된 뒤 청풍으로 유배를 갔다가 1455년 12월 17일(음력 11월 9일) 신하들의 여러 상소끝에 교수형으로 사망한다.
1456년 음력 6월에 성삼문(成三問)· 박팽년((朴彭年))· 이개(李塏) · 하위지(河緯地)· 유성원(柳誠源)· 김문기(金文起) 등 이른바 사육신이 단종의 복위를 꾀하다가 발각되어 처형되는 사건이 일어났다. 세조가 즉위한 이듬해(1456년)에 성삼문·유성원·하위지 등을 비롯한 집현전 학사 출신 관료들과 무인들은 연회때 별운검을 설치한 뒤 세조 3부자를 제거하고 단종의 복위를 꾀하려 계획을 수립하였다. 그러나 가담자의 한명인 김질이 자신의 장인 정창손에게 이를 말하고, 정창손의 설득에 의해 사육신의 정변 기도를 폭로하여 계획은 좌절되고 만다. 그 바람에 1457년 단종은 그 사건에 연루되었다는 혐의로 노산군(魯山君),즉 폐주로 강등되어 영월로 유배되었다.
1457년 9월 금성대군은 배소인 순흥에서 단종 복위 계획을 세운다. 금성대군, 순흥부사 이보흠 등이 또다시 단종 복위 사건을 일으키자 세조는 금성대군을 사사하고 단종도 같이 죽음을 내렸다. 또한 사육신과 관계된 여인과 재산을 공신의 노비로 분배하여 멸문시켰다.

### 최후

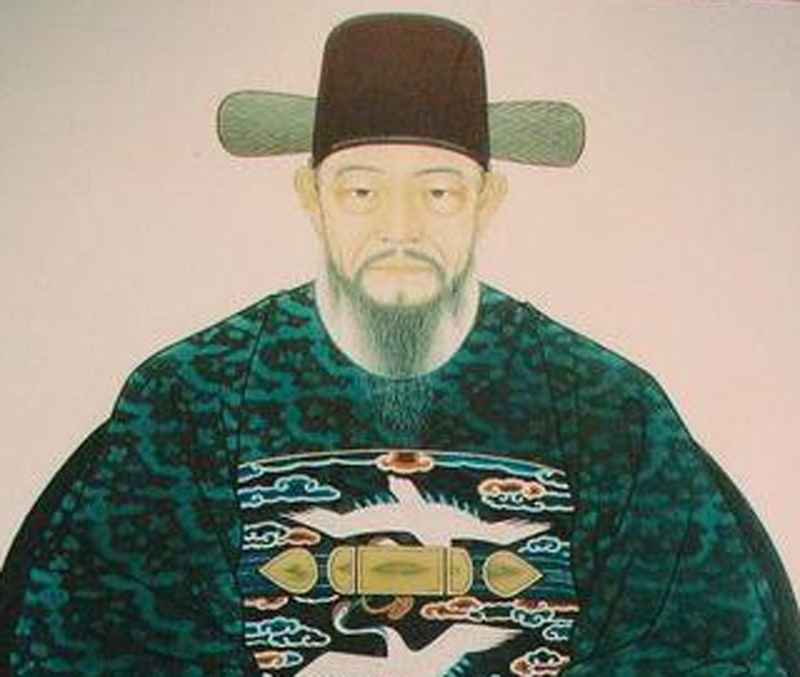
엄흥도

1457년 음력 10월 21일의 《세조실록》에는 단종이 16세의 어린 나이로 자살하였다고 기록되어 있는데, 중종 때까지 장례나 무덤도 제대로 못한 점으로 보아 세조실록의 기록은 거짓말이고 타살이 확실해보인다. 또한 선조실록에 기대승이 단종에게 사약을 내린 증거로, 의금부의 공사와 처형 당시 영월 주민들의 증언 기록을 내세운 것으로 보아 단종 이홍위가 사약을 받은 것은 확실해보인다. 《숙종실록》에는 의금부 도사 왕방연이 단종을 찾아가 차마 아무 말도 못하자, 그를 모시고 있던 자가 그를 해하였다고 한다. (교살당한 것으로 추정된다.) 단종이 죽자 아무도 그의 시신을 매장하지 못하였으나 영월군의 호장(戶長)인 엄흥도가 그의 시신을 수습하여 매장지를 찾던 중, 눈보라가 치던 곳에서 사슴이 앉았다가 사라진 곳을 보고 그 곳에 가매장하였다. 단종을 매장한 뒤 엄흥도는 가솔들을 이끌고 영월을 떠났다.
공적으로는 단종의 추모가 금기시되었지만 사망 직후 정보, 이수형 등은 복상하고 3년상을 치르기도 했다. 사후 무속에서 신으로 숭배되기 시작하였다. 한을 품고 사망하였으므로 단종은 무속의 신의 한 사람으로 모셔졌다. 영월군 군내면 영흥리(현, 영월군 영월읍 영흥리)에 세워진 단종의 사당 영모전 외에도 단종은 무속의 신 중 왕신의 한 사람으로 모셔졌다. 영흥11리 마을 서낭당과 양주 신혈면(현 서울 은평구) 지역의 일부 무속인은 단종을 무속의 신으로 모셨다.

## 복권
단종은 죽은 뒤 묘호도 없이 노산군으로 불리다가, 중종 때 사림에 의해 복권 논의가 나왔으나 거절당하였다. 사림의 한 갈래인 서인, 노론은 단종과 단종비 정순왕후 송씨의 복권을 주장하여 중종과 효종 때 단종의 복권 여론을 조성했다. 사망한 지 224년 만인, 1681년(숙종 7) 7월 숙종의 특명으로 노산대군(魯山大君)으로 추봉되고, 1698년(숙종 24년) 11월 6일에 복위되어 묘호를 단종이라 하였다. 단종의 묘소 역시 단종이 폐위되었으므로 공식적으로는 노산군묘였으나, 시중에서는 노릉(魯陵)이라 불렀다. 단종이 노산군에서 노산대군으로, 노산대군에서 다시 단종으로 복권되면서 묘호 역시 정식으로 장릉으로 격상되었다.

## 능묘

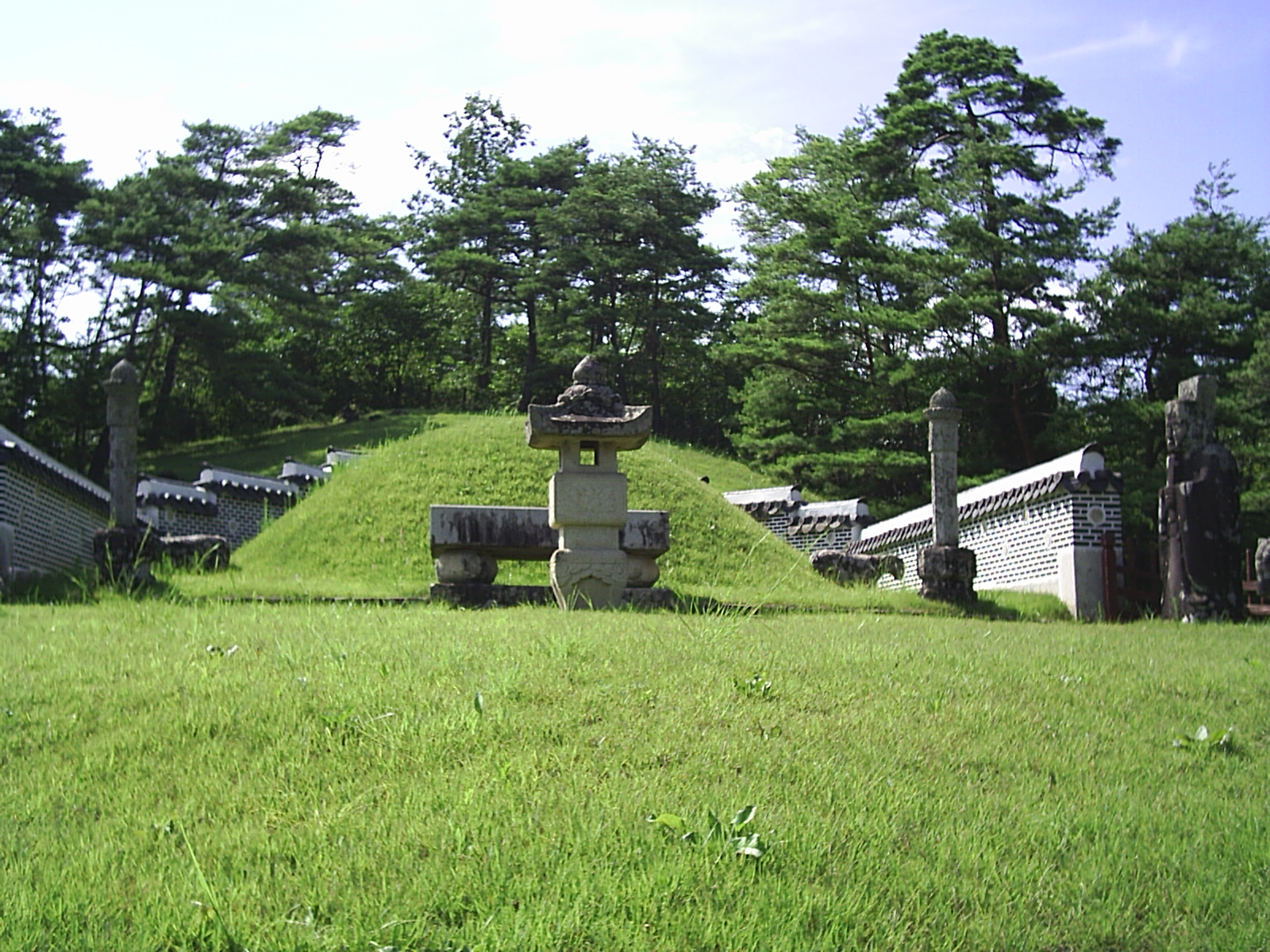
강원도 영월의 장릉

단종은 1457년 16세의 나이로 사약을 받고 죽은 이후 가매장되었다가, 59년 후인 중종 11년 1516년 12월 15일에야 봉분을 갖추게 되었다.
능은 영월에 있는 장릉(莊陵)이다. 강원특별자치도 영월군 영월읍에 소재하고 있으며, 1970년 5월 26일 사적 제 196호로 지정되었다. 경국대전에 명시된 사대문 밖 80리 이내에서 벗어난 능 중의 하나이며, 다른 능과 달리 단종에게 충절을 한 여러 신하들을 장릉에 배향하기 위해 장릉 밑에 충신단이 설치되어 있다.

## 기타

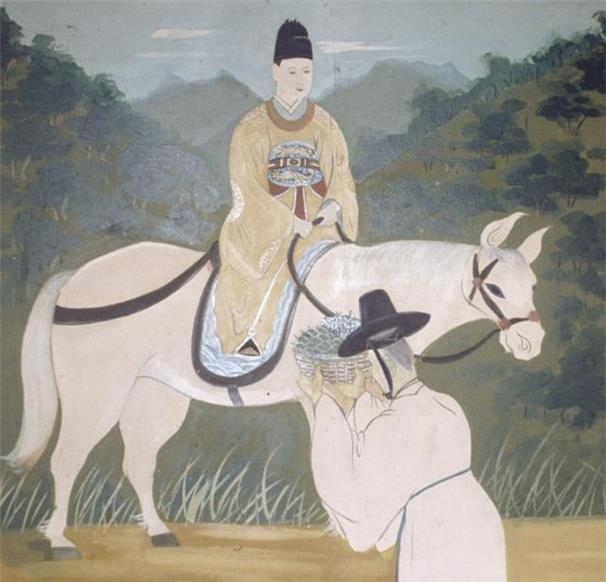
영모전의 단종 초상화
----단종의 사당인 영모전에 모셔져 있던 목상이 훼손되어 그림으로 그려 봉안하였다.(1927년 이모본)

### 동학사
사육신과 생육신을 비롯한 관련자 및 단종폐위에 분개하여 관직을 버리거나, 관직에 나가지 않은 인물들을 모신 사당이 충청남도 공주군 반포면 학봉리(현 공주시 반포면)에 세워졌다. 동학사 내 숙모전(肅慕殿)에 단종과 신하들의 위패가 봉안되었으며, 동학사는 1984년 5월 17일 충청남도문화재자료 제67호로 지정되었다.

## 싸리재
단종이 강원도 영월군의 청령포로 유배를 올 때 여주시-원주시 부론면-귀래면-신림면의 싸리재를 거쳐서 영월로 왔다. 이 때 단종은 관리 3명과 군졸 50명의 후송을 받았다고 한다. 싸리재는 또한 의병장 김상태의 활약으로도 유명한데, 호좌의진이라는 의병 부대의 중군부대를 이끌던 그는 영천의 조령, 문경의 갈평, 원주 싸리재에서 벌어진 전투에 참여했다고 한다.

### 무속에서 신격화된 단종
민간과 무속에서 군왕신(君王神)의 하나로 모셔진다. 노산군지신(魯山君之神)이라고도 부른다. 영월읍에 있는 영모전(永慕殿) 서낭당을 비롯하여 영월·정선군, 삼척시 등 태백산 인근의 무속에서 신으로 받들고 있다. 그밖에 양주군 신혈면 지역에도 단종을 무속의 신으로 모시는 무가가 일부 있다.

## 가족 관계
|                 |                   | 출생                                                     | 사망                                                              |
| --------------- | ----------------- | -------------------------------------------------------- | ----------------------------------------------------------------- |
| 조선 제6대 국왕 | 단종대왕 端宗大王 | 1441년 8월 18일(음력 7월 23일) 조선 한성부 경복궁 자선당 | 1457년 11월 16일(음력 10월 21일) (16세) 조선 강원도 영월군 관풍헌 |

|    |                             | 본관 | 생몰년          | 부모                                                            | 비고       |
| -- | --------------------------- | ---- | --------------- | --------------------------------------------------------------- | ---------- |
| 부 | 문종대왕 文宗大王           | 전주 | 1414년 - 1452년 | 세종대왕 世宗大王 소헌왕후 심씨 昭憲王后 沈氏                   | 제5대 국왕 |
| 모 | 현덕왕후 권씨 顯德王后 權氏 | 안동 | 1418년 - 1441년 | 화산부원군 권전 花山府院君 權專 해령부부인 최씨 海寧府夫人 崔氏 |            |

|      | 시호                                                                  | 본관 | 생몰년          | 부모                                                                | 비고                                         |
| ---- | --------------------------------------------------------------------- | ---- | --------------- | ------------------------------------------------------------------- | -------------------------------------------- |
| 왕비 | 정순왕후 송씨 定順王后 宋氏 의덕왕대비 懿德王大 노산군부인 魯山君夫人 | 여산 | 1440년 - 1521년 | 여량부원군 송현수 礪良府院君 宋玹壽 여흥부부인 민씨 驪興府夫人 閔氏 | 세조 3년(1457년) 폐위 숙종 24년(1698년) 복위 |

| 작호 | 작호                | 본관 | 이름      | 생몰년        | 부모                              | 비고 |
| ---- | ------------------- | ---- | --------- | ------------- | --------------------------------- | ---- |
| 숙의 | 숙의 김씨 淑儀 金氏 | 상산 |           | 미상 - 1525년 | 김사우 金師禹 광주 이씨 廣州 李氏 |      |
| 숙의 | 숙의 권씨 淑儀 權氏 | 안동 | 중비 仲非 | 미상          | 권완 權完 미상                    |      |

## 단종이 등장한 작품

### 드라마
- 《파천무》 (1980년, 배우: 윤유선)
- 《뿌리깊은 나무》 (1983년, 배우: 이민우)
- 《설중매》 (1984년, 배우: 신성원)
- 《파천무》 (1990년, 배우: 장덕수/윤선빈)
- 《한명회》 (1994년, 배우: 정태우)
- 《왕과 비》 (1998년~1999년, 배우: 정태우)
- 《왕과 나》 (2007년, 배우: 이풍운)
- 《공주의 남자》 (2011년, 배우: 노태엽)
- 《인수대비》 (2011년~2012년, 배우: 채상우)
- 《장영실》 (2016년, 배우: 최동아)
- 《대군 - 사랑을 그리다》 (2018년, 배우 : 김인우, 정윤석)

### 영화
- 《단종애사》 (1963년, 배우: 김운하)
- 《세조대왕》 (1970년, 배우: 송재호)
- 《관상》 (2013년, 배우: 채상우)

### 문학
- 《단종애사》 (1929년, 저자: 이광수)

## 같이 보기
- 계유정난
- 세조 찬위
- 단종애사
- 사육신
- 생육신
- 삼중신
- 동학사